# Serie 4000

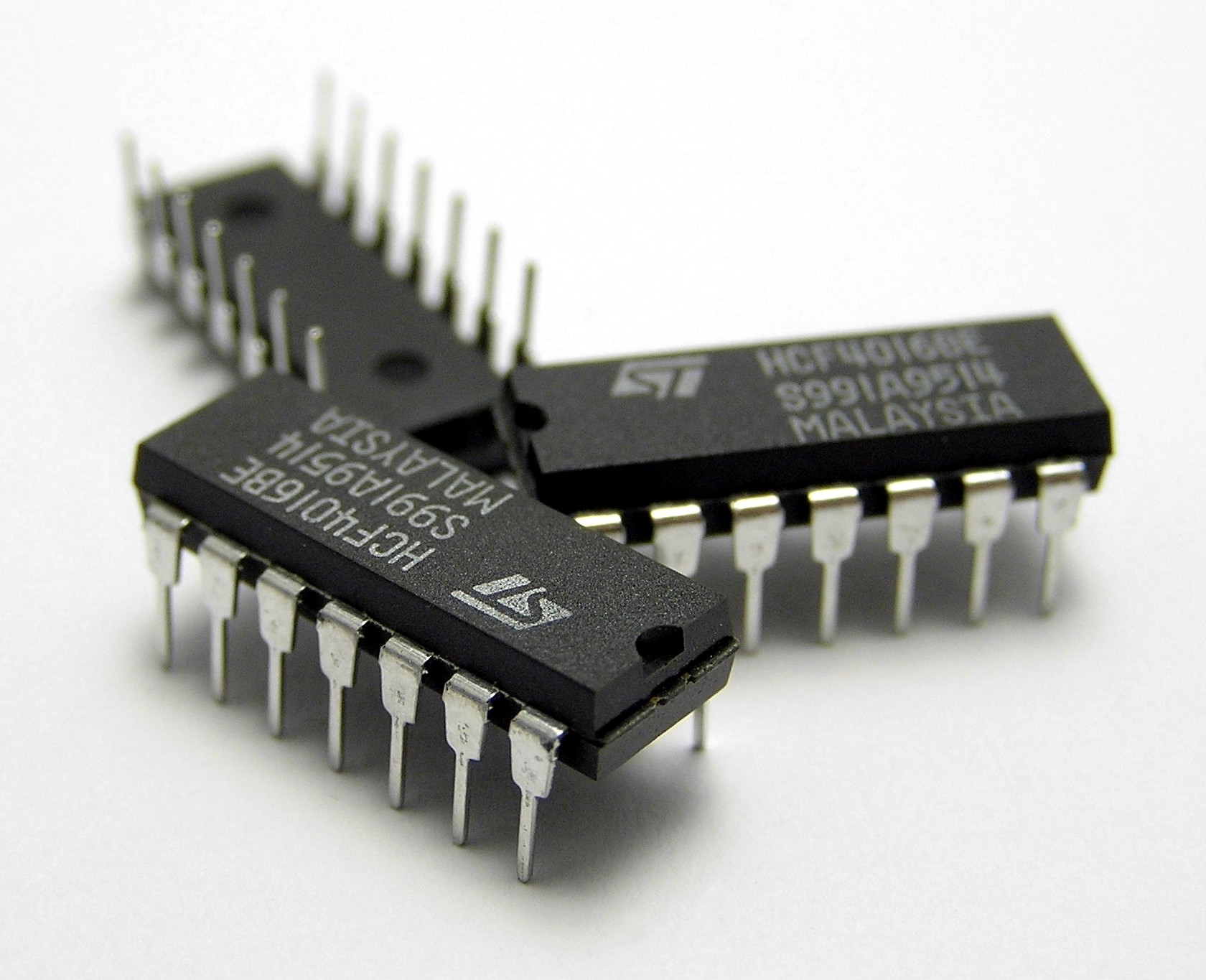
Tre chip HCF4016 contenenti 4 switch elettronici.

La serie 4000 in elettronica digitale, è una famiglia di circuiti integrati standard che implementa diverse funzioni logiche utilizzando la tecnologia Complementary Metal–Oxide–Semiconductor (CMOS o COS/MOS) ed è ancora oggi in uso.

## Storia
La famiglia fu introdotta da RCA come serie CD4000 COS/MOS nel 1968, con bassi consumi e alternativa alla serie 7400 di circuiti integrati logici TTL.
Quasi tutti i produttori di circuiti integrati attivi negli anni ottanta hanno prodotto chip di questa serie.
RCA alcune volte pubblicizzava la linea di prodotto con il nome COSMOS, acronimo da COmplementary Symmetry Metal-Oxide Semiconductor.
Il sistema di denominazione ha seguito la convenzione di RCA con il prefisso CA per i chip analogici e CD per i chip digitali.
Il sistema di numerazione è stato rispettato da tutti i costruttori come è avvenuto per la serie SN7400 della Texas Instruments; tuttavia i numeri delle due serie non sempre sono correlati.

## Caratteristiche
I componenti della serie 4000 hanno il vantaggio di un basso consumo, ampio intervallo di tensioni di alimentazione (da 3V a 15V), e una più semplice progettazione e realizzazione dei circuiti per un più alto fan-out (capacità di pilotaggio), poiché gli ingressi sono sul gate di transistor MOS ad altissima impedenza.
Tuttavia le velocità operative più basse rispetto ai TTL (inizialmente operativi fino a 1 MHz, contro i 10 MHz dei TTL bipolari) ha limitato le applicazioni a circuiti statici o a basse velocità operative.
Successivamente la tecnologia ha superato i problemi di velocità, pur mantenendo la compatibilità con i prodotti precedenti, sebbene tutti i semiconduttori possano essere danneggiati da scariche elettrostatiche (l'alta impedenza di ingresso dei circuiti CMOS li rende infatti più suscettibili a questo tipo di danneggiamento, in particolare in confronto alle controparti TTL).
Con il passare del tempo i vantaggi della tecnologia CMOS (in particolare le serie successive come la 74HC) hanno avuto la meglio rispetto alle più vecchie tecnologie TTL, ma nello stesso tempo lo sviluppo delle tecniche LSI ha reso obsoleto l'approccio delle serie di chip di funzioni logiche a bassa scala di integrazione. La serie 4000 è ancora disponibile e commercializzata ma probabilmente ha molta meno importanza che all'epoca del suo lancio.
La serie fu estesa alla fine degli anni settanta e durante gli anni ottanta per includere nuovi tipi di chip che implementavano nuove funzioni o miglioravano le versioni esistenti nella serie 4000; la maggior parte di questi chip sono individuati dal prefisso 45 (45xx e 45xxx), ma sono ancora citati dagli ingegneri come facenti parte della serie 4000.
Negli anni 1990 alcuni produttori (es. Texas Instruments) hanno realizzato le funzioni dei chip della serie 4000 con la più recente tecnologia HCMOS disponibile in due range di tensione di alimentazione, "HCT" limitata a 5 volt e "HC" con range 2-6 volt, per cui i circuiti integrati noti come 74HCT4060 forniscono le funzioni equivalenti a quelle di un 4060 ma a velocità molto maggiori, per contro, sono vincolati ad una tensione fissa di alimentazione di 5 volt. Solitamente l'intercambiabilità tra famiglia 74HC e la 4000 con chip aventi identica funzione non pone problemi, solo in casi particolari può risultare preferibile un dispositivo rispetto all'altro, il 74HC14 ha identica funzione del 40106, il primo è più veloce, il secondo ha un assorbimento in corrente un ordine di grandezza inferiore.
Caratterizzati da un assorbimento in corrente estremamente basso, i circuiti integrati della serie 4000, sono stati usati in diversi satelliti artificiali per diverse decenni.

## Funzioni

Pedinatura di un chip di tipo 4001 contenente quattro porte NOR a due ingressi ciascuna.

Con i circuiti integrati della serie 4000 è possibile realizzare molti circuiti usando le funzioni presenti nei vari chip, quali (la lista non è esaustiva):
Porte logiche:
- 4001 NOR, Quad 2-input NOR Gate
- 4007 NOT, Dual Complementary Pair Plus Inverter
- 4011 NAND, Quad 2-Input NAND Buffered B Series Gate
- 4019 AND OR, Quad AND-OR Select Gate
- 4030 XOR, Quad 2-input Exclusive-OR Gate
- 4093 NAND, Quad 2-Input NAND Schmitt Trigger
- 40106 NOT, Hex Inverting Schmitt Trigger

Altre funzioni:
- 4006 Shift register, 18-Stage Static Shift Register
- 4013 Flip-flop, Dual D Flip-Flop
- 4017 Contatori, Decade Counter
- 4024 Contatori, Seven-Stage Ripple Carry Binary Counter
- 4042 Latch, Quad D Latch
- 4046 VCO, Micropower Phase-Locked Loop (PLL) with VCO
- 4047 timer, Low Power Monostable/Astable Multivibrator
- 4066 Switch, Quad Analog Switch
- 4067 Single 16-Channel Multiplexer/Demultiplexer
- 4094 Shift register, Eight-Stage Shift Register